# Торторичі
Торторичі (італ. Tortorici, сиц. Turturici) — муніципалітет в Італії, у регіоні Сицилія,  метрополійне місто Мессіна.
Торторичі розташоване на відстані близько 480 км на південний схід від Рима, 130 км на схід від Палермо, 70 км на захід від Мессіни.
Населення — 6490 осіб (2014).
Покровитель — San Sebastiano.

## Демографія
Населення за роками:

Станом на 1 січня 2023 року в муніципалітеті офіційно проживало 58 іноземців з 15 країн, серед них 32 громадяни країн Євросоюзу та 3 громадяни України.

## Сусідні муніципалітети
- Бронте
- Кастелл'Умберто
- Флореста
- Галаті-Мамертіно
- Лонджі
- Рандаццо
- Сан-Сальваторе-ді-Фіталія
- Сінагра
- Укрія